# Barra do Garças

Localisation de Barra do Garças

Barra do Garças est une ville brésilienne de l'est du Mato Grosso. Enclavée entre deux chapadas (hauts plateaux) de la Serra do Roncador, chaîne montagneuse de cette partie de l'État, la ville est baignée par les rios Araguáia et Garças. Sa population en 2007 était estimée à 56 014 habitants et sa superficie est de 9 142 km2. Elle est située à une altitude de 318 mètres et se trouve à 550 km de Cuiabá, capitale du Mato Grosso.
Barra do Garças possède un aéroport (code AITA : BPG).

## Histoire
Les premiers Blancs à parcourir la région ont été les prospecteurs de diamants à la fin du XIXe siècle. La ville elle-même a été fondée en 1914 mais n'a été pendant longtemps qu'un poste frontière. Les premiers efforts de colonisation ont été organisés par le maréchal Rondon puis, à partir des années 1950, par les frères Villas Boas. Ceux-ci ont créé la Fondation du Brésil Central dont le but était d'encourager la population de l'est du Brésil à s'établir dans les différentes villes du Mato Grosso et à organiser leurs déplacements vers le nouvel État.

## Maires
| Période | Période | Identité         | Étiquette | Qualité |
| ------- | ------- | ---------------- | --------- | ------- |
| 2009    | 2012    | Wanderley Farias | PR        |         |

## Tourisme
Barra do Garças est surnommée la Rio de Janeiro de l'Ouest car, comme elle, elle possède une haute statue blanche du Christ Rédempteur installée sur les hauteurs d'un plateau. Son économie repose avant tout sur le tourisme. Sa situation fait qu'elle possède un climat sec paradisiaque en juin, juillet et août, alors que le reste du Brésil subit les pluies de l'hiver. Autour de Barra, les rios sont agrémentés d'une dizaine de chutes d'eau d'une beauté incontestée. La Serra Azul, la branche sud de la Serra do Roncador, est reconnue pour ses stations thermales.
La ville est également le point de départ de voyages des touristes mystiques vers la Serra do Roncador. Cette chaîne de montagnes est reconnue par certains comme le dernier refuge des derniers survivants de l'Atlantide, comme le lieu où aurait disparu le légendaire explorateur britannique Percy Fawcett ou comme l'endroit où se situerait un portail pouvant accéder aux cités souterraines du centre de la Terre (voir Serra do Roncador).

## Sources
- Site wikipédien portugais de Barra do Garças.